# آنا اسمشنووا
آنا اسمشنووا ([Анна Смашнова] Error: {{Lang}}: متن دارای نشانه‌گذاری ایتالیک است (راهنما)؛ زاده ۱۶ ژوئیهٔ ۱۹۷۶) یک تنیس‌باز اهل اسرائیل است.